# William Wallace Blair
William Wallace Blair(11 de octubre de 1828 - 18 de abril de 1896) fue un prominente misionero y oficial de la Iglesia Reorganizada de Jesucristo de los Santos de los Últimos Días (RLDS). Nació en Holly, Nueva York, el quinto hijo de James y Fannie Blair. Se crio y trabajó en una granja cerca de Amboy, Illinois, hasta 1854. Por varios años fue propietario y operó una tienda mercantil en Paw Paw Oriental, Illinois. Gran parte de su vida se dedicó al servicio como misionero de la RLDS.

## Biografía
El curso de la vida de Blair fue determinado por su conversión a la religión SUD el 8 de octubre de 1851, en la que fue bautizado por William Smith, cuyo hermano José Smith II fue fundador del movimiento. Luego de la muerte de José Smith II, en 1844, Blair siguió a William hasta que en 1852 llegó a sentirse desengañado de sus enseñanzas. Blair investigó y temporalmente se alineó con Charles B. Thompson, pero en última instancia decidió que "no era la obra de Dios". En 1855, Blair se alineó con John E. Page y Hazen Aldrich, que afirmaban haber reorganizado la verdadera Iglesia de Cristo. Sin embargo, a finales de 1856, Blair se alineó con los Santos Últimos Días, entre ellos William Marks, Jason W. Briggs, y Zenas H. Gurley, que estaban enseñando que una "reorganización" de la iglesia de José Smith tenía que ser realizada sosteniendo a José Smith III como el legal sucesor de su padre.  Blair dijo que se sintió guiado por el Espíritu a unirse a la organización. El 7 de abril de 1857, Blair fue re-bautizado en la Reorganización por Gurley. Al día siguiente, fue ordenado como sumo sacerdote y el 7 de octubre de 1858, en una conferencia de la iglesia en Zarahemla, Wisconsin, Blair fue ordenado apóstol de la reorganización y se convirtió en miembro del Consejo de los Doce Apóstoles. Este grupo se opuso ferozmente la poligamia, y creían que José Smith III, hijo del profeta original, eventualmente les conduciría. Blair fue bautizado 7 de abril de 1857, y fue ordenado sumo sacerdote el día siguiente. Dentro de ese año fue llamado como apóstol. 

## En la reorganización
El 8 de octubre de 1860, poco después de que la Iglesia RLDS se organizó formalmente, Blair fue asignado como misionero a Nauvoo, Illinois, Far West, Missouri, y Council Bluffs, Iowa. Blair fue un misionero exitoso y bautizó a muchas personas en la Iglesia RLDS. Ninguna persona, excepto José Smith III, que fue el Profeta-Presidente de la Iglesia desde 1860 hasta 1914, sirvió en más oficios o ejercido más influencia sobre la iglesia que W. W. Blair. Las actividades oficiales de Blair incluyeron el ser registrador de la iglesia (1859- 1860); estar en el comité que estableció el primer periódico de la iglesia, el "True Latter Day Saints' Herald"(1859); Apóstol con una amplia actividad misionera (1858-1873); consejero de José Smith III en la Primera Presidencia (1873-1896); en el comité que se puso en contacto con Emma Smith Bidamon, viuda de José Smith II, para obtener y publicar las revisiones originales de Smith a la Biblia (1867); ser parte del Consejo de Administración de Publicaciones de la iglesia (1875-1896); editor asociado de la revista de la iglesia, el "Latter Day Saints' Herald"(1885-1896); y editor del "Saints' Advocate", una revista diseñada para convertir a los seguidores de Brigham Young en Utah (1875- 1885). La actividad misionera de Blair osciló desde California hasta Massachusetts, con un énfasis en el Medio Oeste. Hizo cientos de conversos dentro de las personas que se relacionaron con la iglesia original o sus descendientes. Él estaba en el comité que, en 1874, seleccionó el área de Lamoni, Iowa, como la nueva ubicación de la sede de la iglesia y su prensa. 
```
 En 1885 Blair y su familia se mudaron a Lamoni. El matrimonio de Blair con Elizabeth Doty en 1849 produjo siete hijos, cuatro de los cuales se convirtieron en prominentes comerciantes banqueros, inmobiliarios, funcionarios de servicios públicos y las empresas de Lamoni y en la política local. 
```

## Escritos y temperamento
Numerosos escritos de Blair se centraron en la defensa de la naturaleza profética de José Smith II, validar la afirmación de que José Smith III era legítimo sucesor de su padre en la iglesia, y tratar de resolver las disputas internas dentro de la iglesia reorganizada. El último surgió de las dispares doctrinas entre la membresía y las complejas relaciones entre los grupos administrativos en la iglesia. 
```
 W. W. Blair usualmente decía lo que pensaba directamente. Eso, y su tendencia a la literalidad y las interpretaciones conservadoras de las Escrituras, a menudo le envolvieron en controversias. Incluso en ocasiones se encontró en desacuerdo con 
José Smith III
, que fue en general más abierto a las diversas expresiones de fe y trató de dirigir la iglesia con una combinación de paciencia y firmeza. A pesar de sus desacuerdos, las relaciones de Blair y Smith se mantuvieron cordiales: Smith de manera destacada exhibía una fotografía de Blair en su casa y a un hijo le llamó William Wallace. 
```

```
 Blair murió el 18 de abril de 1896, en Chariton, Iowa, al regresar de una conferencia de la iglesia a su casa en Lamoni. Con su muerte repentina, la iglesia perdió un firme y talentoso partidario, y Iowa perdió un líder religioso influyente que ayudó a establecer numerosas congregaciones en todo el estado. 
```

Los diarios de Blair se encuentran en los archivos del templo de la Iglesia Comunidad de Cristo en Independence, Missouri. (La Iglesia Reorganizada de Jesucristo de los Santos de los Últimos Días ha sido renombrado como la Comunidad de Cristo en 2001) Un hijo, Frederick B. Blair, editó y publicó sus diarios a partir de marzo de 1859 a 1877 como Memorias de W. W. Blair (1908).